# Oleg Jurjewitsch Tinkow

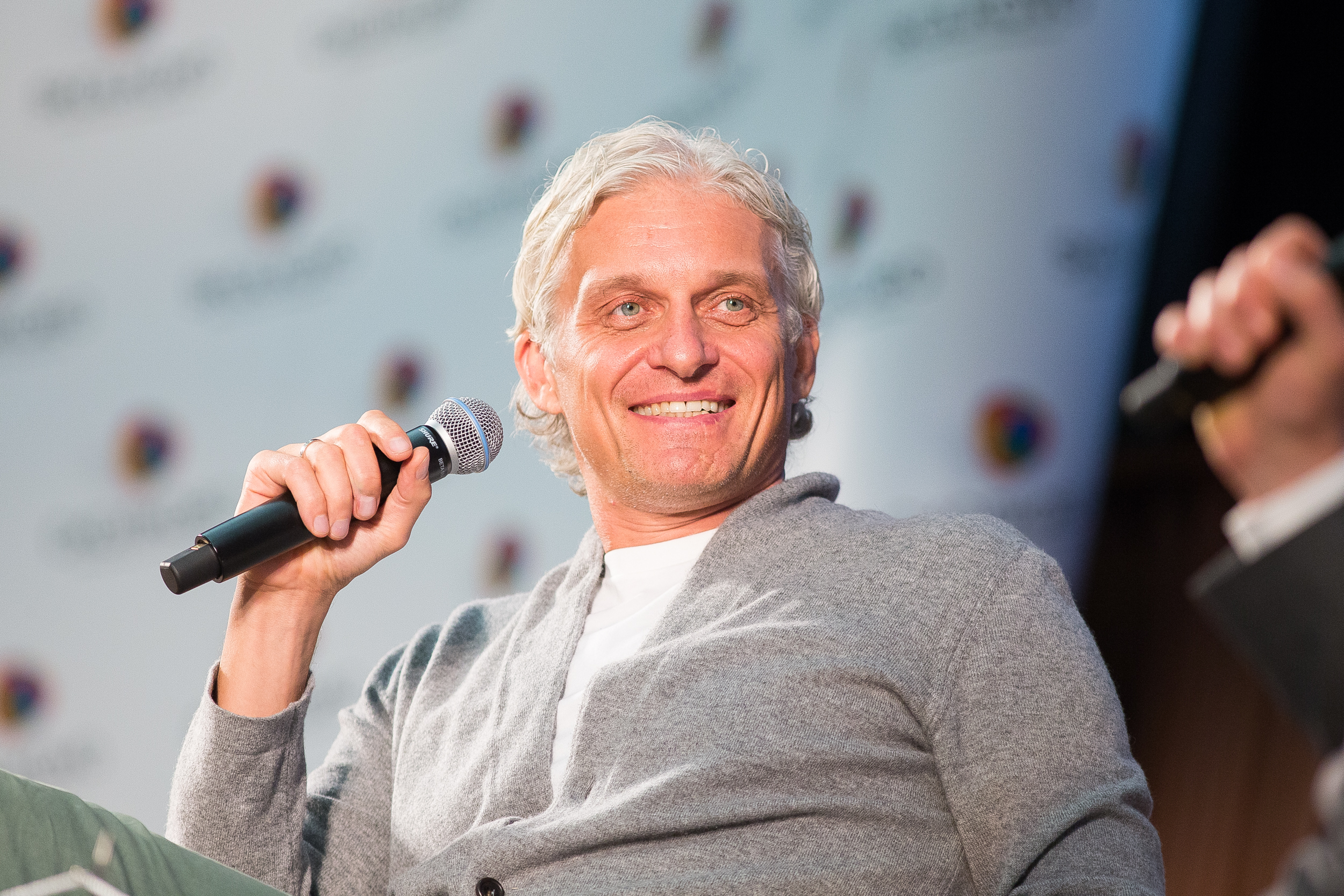
Oleg Tinkow (2016)

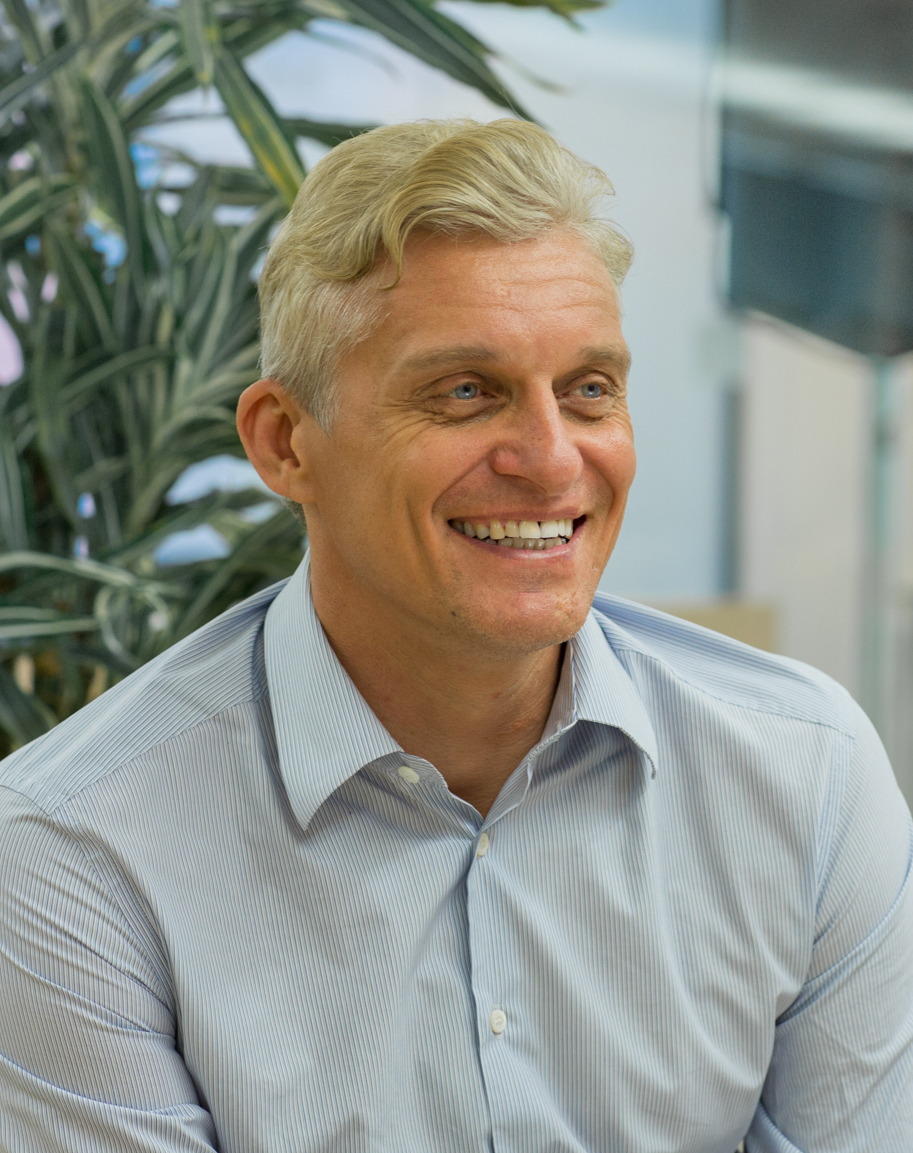
Tinkow im Januar 2015

Oleg Jurjewitsch Tinkow (russisch Олег Юрьевич Тиньков, oft auch Oleg Tinkov oder Oleg Tinkoff; Betonung: Olég Tinków; * 25. Dezember 1967 in Leninsk-Kusnezki, Russische SFSR, Sowjetunion) ist ein aus Russland stammender zyprischer Unternehmer. Internationale Bekanntheit erlangte er vor allem als Betreiber des professionellen Radsportteams Tinkoff. Außerdem wurde er bekannt als vehementer Kritiker des russischen Präsidenten Wladimir Putin und des russischen Angriffskrieges gegen die Ukraine. Anfang November 2022 meldeten Medien, Tinkov habe seine russische Staatsbürgerschaft abgegeben, weil er nicht mit dem völkerrechtswidrigen Angriffskrieg Russland in Zusammenhang gebracht werden wolle.  

## Werdegang
Tinkow wurde als Sohn eines sibirischen Minenarbeiters geboren und verbrachte seine Jugend durchweg in den fernöstlichen Regionen der Sowjetunion. Während des universitären Studiums in Leningrad nahm er als Amateur an zahlreichen Rennen im Straßenradsport teil. Noch während der Auflösung der Sowjetunion brach er seine akademische Ausbildung jedoch ab und gründete 1993 sein erstes Unternehmen namens Petrosib, über das er den Import von Elektronikwaren und Tonträgern nach Russland organisierte.
1997 verkaufte er das Unternehmen und gründete sogleich das Unternehmen Darja zur Herstellung von Fertiggerichten. Der Erlös des Verkaufs seines zweiten Unternehmens ermöglichte ihm die Gründung der Tinkoff Brewery und die Eröffnung einer landesweiten Kette von zwölf Restaurants unter dem gleichen Markennamen.
Dank aggressivem Marketing und moderner Standards steigerte Tinkow die Produktion seiner Brauerei in kürzester Zeit auf 20 Millionen Liter pro Jahr. 2007 verkaufte er das Unternehmen schließlich für umgerechnet 123 Millionen Euro an den belgischen Konzern Inbev. Zur selben Zeit gründete er das Unternehmen Tinkoff Credit Systems, mit dem er in der Folge das Internetmarketing und Onlinebanking in Russland revolutionierte. Die Gesellschaft firmiert heute als Tinkoff Bank und tritt vor allem als Kreditkartenanbieter auf.
2012 fasste Tinkow die Möglichkeit eines Verkaufs seines Finanzinstituts ins Auge, für das er regelmäßig selbst in Werbefilmen auftritt. Sein Interesse galt damals dem Einstieg in die Luftfahrt.
Abseits seiner unternehmerischen Tätigkeit ist Tinkow, auch in Anknüpfung an seine Jugendjahre, im Straßenradsport aktiv. Bereits ab 2005 sponserte Tinkow das nach seinem damaligen Unternehmen benannte Radsportteam Team Tinkoff Credit Systems, für das er 2006 auch als Radrennfahrer registriert war. Die Mannschaft bestand bis zum Ablauf der Saison 2008. Anschließend wurde er einer der Hauptsponsoren des von Bjarne Riis geführten UCI WorldTeams Tinkoff-Saxo, das er 2013 für umgerechnet 6 Millionen Euro aufkaufte und in dessen Planung er sich aktiv einbrachte. Zum Ende des Jahres 2016 wurde das Team aufgelöst.
Tinkow ist Eigentümer der Mega-Yacht La Datcha.
Im Mai 2020 wurde bekannt, dass Oleg Tinkow an einer akuten Leukämie erkrankt war. Er unterzog sich mehreren Chemotherapien und einer allogenen Stammzelltransplantation. Eine Kontrolle im Juli 2022 zeigte eine komplette Remission der Erkrankung.
Tinkow musste 2021 wegen Steuerhinterziehung ca. 500 Millionen US-Dollar an den US-Fiskus zahlen, entging aber auch einer Auslieferung an die USA. Die Strafe bezeichnet der Geschäftsmann angeblich als „humane Lösung“.
Mit Beginn der russischen Invasion der Ukraine 2022 protestierte Tinkow in einem Statement gegen den Krieg. Tinkow, der nach Beginn der Invasion mit Sanktionen durch die westliche Welt belegt wurde, wandte sich im April 2022 erneut gegen die russische Kriegsführung: „90 Prozent der Russen sind gegen diesen Krieg...Aber zehn Prozent jedes Landes sind Idioten.“ Die russischen Generäle hätten bemerkt, „dass sie eine Scheißarmee haben“. Tinkow beklagte in diesem Zusammenhang, dass Russland „beschmutzt ist von Vetternwirtschaft, Speichelleckerei und Unterwürfigkeit“. Im selben Statement wandte sich Tinkow an die Staatengemeinschaft, Wladimir Putin einen gesichtswahrenden Ausweg zur Beendigung des „Massakers“ aufzuzeigen. Ende Oktober 2022 gab Tinkow bekannt, seine russische Staatsbürgerschaft aufgegeben zu haben, er hoffte, dass es ihm möglichst viele gleich tun würden und damit die Unterstützung von „Putins Faschismus“ beendeten. Er könne und werde nicht „mit einem faschistischen Staat in Verbindung gebracht werden, der einen Krieg gegen sein friedliches Nachbarland begonnen“ habe. Er besitzt die Staatsbürgerschaft der Republik Zypern.